# Szczaniec (gmina)
Szczaniec – gmina wiejska w województwie lubuskim, w powiecie świebodzińskim. W latach 1975–1998 gmina położona była w województwie zielonogórskim.
Siedziba gminy to Szczaniec.
Według danych z 30 czerwca 2004 gminę zamieszkiwały 3934 osoby.

## Ochrona przyrody
Na obszarze gminy znajduje się rezerwat przyrody Uroczysko Grodziszcze chroniący fragment lasu liściastego o charakterze naturalnym wraz ze średniowiecznym grodziskiem.

## Struktura powierzchni
Według danych z roku 2002 gmina Szczaniec ma obszar 112,92 km², w tym:
- użytki rolne: 67%
- użytki leśne: 26%

Gmina stanowi 12,05% powierzchni powiatu.

## Demografia

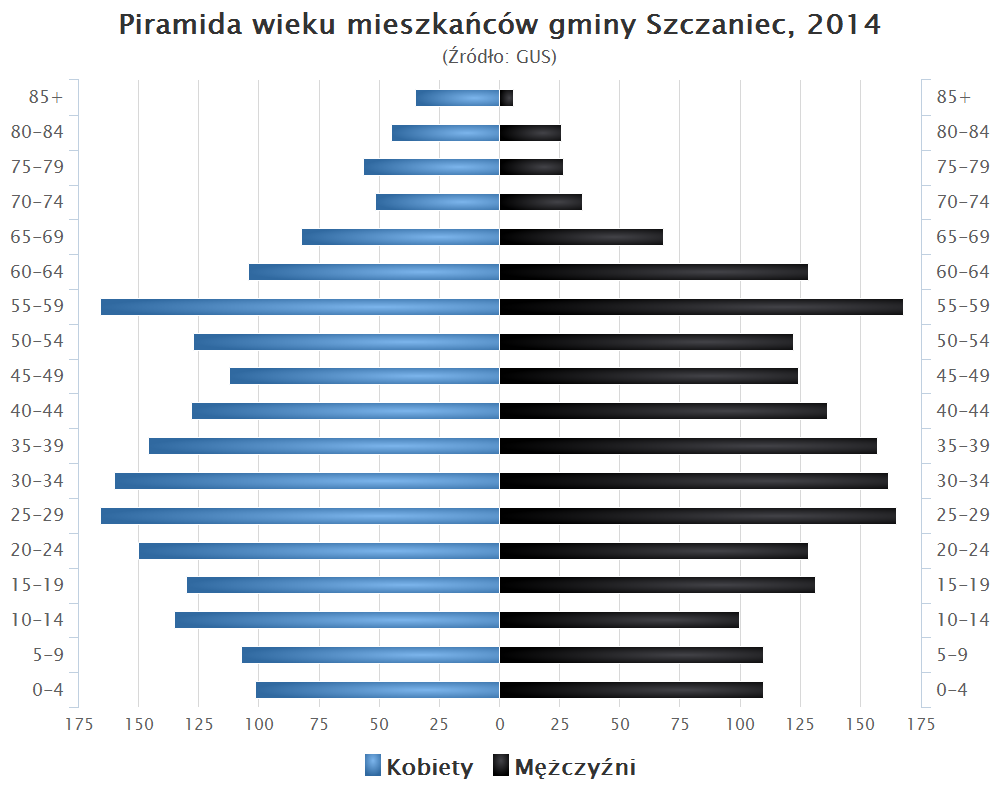
Piramida wieku mieszkańców gminy Szczaniec w 2014 roku

Dane z 30 czerwca 2004:
| Opis                              | Ogółem | Ogółem | Kobiety | Kobiety | Mężczyźni | Mężczyźni |
| --------------------------------- | ------ | ------ | ------- | ------- | --------- | --------- |
| jednostka                         | osób   | %      | osób    | %       | osób      | %         |
| populacja                         | 3934   | 100    | 2035    | 51,7    | 1899      | 48,3      |
| gęstość zaludnienia (mieszk./km²) | 34,8   | 34,8   | 18      | 18      | 16,8      | 16,8      |

## Sołectwa
Brudzewo, Dąbrówka Mała, Kiełcze, Koźminek, Myszęcin, Ojerzyce, Opalewo, Smardzewo, Szczaniec, Wilenko, Wolimirzyce.
Miejscowość bez statusu sołectwa: Nowe Karcze.

## Sąsiednie gminy
Babimost, Sulechów, Świebodzin, Trzciel, Zbąszynek